# Tipula (Platytipula) imanishii
Tipula (Platytipula) imanishii is een tweevleugelige uit de familie langpootmuggen (Tipulidae). De soort komt voor in het Palearctisch gebied.